# Hot Mess
Hot Mess är ett musikalbum av poppunkbandet Cobra Starship som släpptes den 11 augusti 2009 av Fueled by Ramen och Decaydance Records.

## Låtlista
1. "Nice Guys Finish Last" - 3:36
2. "Pete Wentz Is the Only Reason We're Famous" - 3:03
3. "Good Girls Go Bad" (featuring Leighton Meester) - 3:16
4. "Fold Your Hands Child" - 3:12
5. "You're Not in on the Joke" - 3:30
6. "Hot Mess" - 2:52
7. "Living in the Sky with Diamonds" - 3:20
8. "Wet Hot American Summer" - 3:49
9. "The Scene Is Dead; Long Live the Scene" - 2:43
10. "Move Like You Gonna Die" - 3:49
11. "The World Will Never Do" (featuring B.o.B) - 4:04
12. "I May Be Rude But i'm The Truth" (bonuslåt) - 3:09